# Druivensap
Druivensap is het sap van de druif.

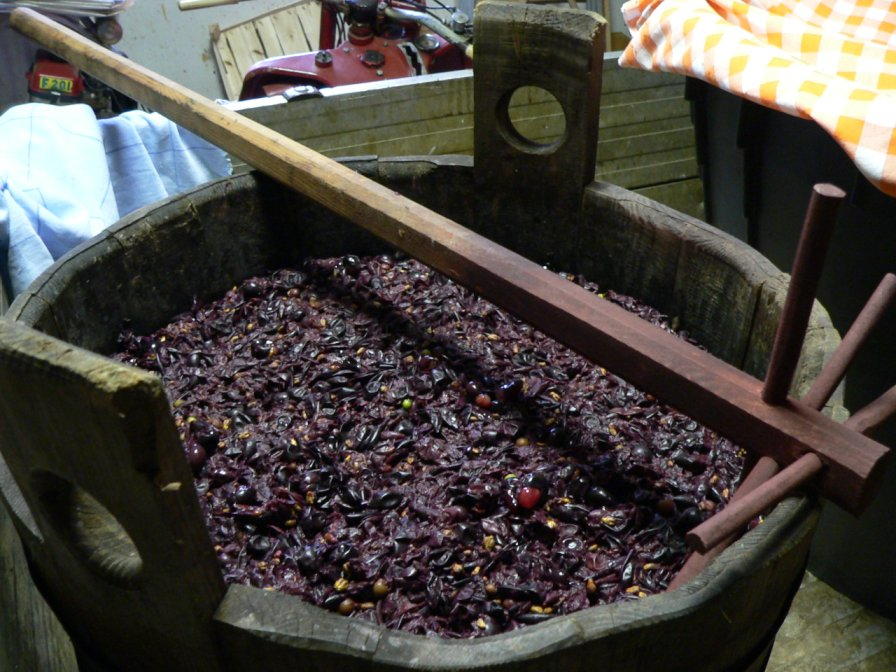
Druiven voor ze tot sap geperst worden

Het wordt uit druiven verkregen door deze te pletten. Vroeger deed men dit met de voeten en gebruikte men een soort overloopvat waar het druivensap in vloeide. Tegenwoordig gebruikt men hiervoor vaak een sapcentrifuge. Druivensap kan ook gezoet en langer houdbaar gemaakt worden en als een niet-alcoholische drank gedronken worden.
Wanneer druivensap gefermenteerd wordt, kan er wijn, brandewijn of azijn van worden gemaakt. In de wijnindustrie wordt druivensap dat 7-23 procent pulp, schillen, steeltjes en zaden bevat most genoemd.
Dr. Thomas Welch bereidde in 1869 het eerste houdbaar druivensap door pasteurisatie en wel als niet alcoholisch alternatief voor miswijn. Hij gebruikte de blauwe druif van het ras Concord, die nu nog het meest gebruikt wordt voor blauw druivensap.
Druivensap kan minder lang bewaard worden dan wijn. Gepasteuriseerd druivensap kan eens het geopend is twee weken in de koelkast bewaard worden. Naarmate het langer bewaard wordt, zal het bitterder smaken, omdat het oxideert.

## Inhoudsstoffen
Druiven bevatten polyfenolen, waaronder flavonoïden, anthocyanines, catechine, procyanidine en resveratrol. Resveratrol is zo een polyfenol en druivensap bevat 1 tot 8 mg / liter resveratrol dus ongeveer evenveel als in rode wijn en net als in rode wijn te weinig om effecten te verklaren. De pitten bevatten tocotriënol.
Veel van de deze polyfenolen hebben antioxidatieve, ontstekingsremmende en bloedstollingremmende eigenschappen, en mogelijk zijn deze stoffen dan ook (mede) verantwoordelijk voor de Franse paradox, het feit dat in Frankrijk, waar de consumptie van rode wijn hoog ligt, relatief weinig hart- en vaatziekten voorkomt.
Druivensap blijkt bloeddrukverlagend te werken.
Druivensap verhoogt het HDL-cholesterolgehalte significant en verlaagt twee biomarkers voor ontsteking bij mensen met stabiele ischemische hartklachten. Ook in ander onderzoek blijkt de gunstige werking van druivensap op risicofactoren voor hart- en vaatziekten, wat doet vermoeden dat effecten van consumptie van druivensap vergelijkbaar zijn met de gunstige effecten van rode wijn (één of twee glazen rode wijn per dag).
Druivensap vertoont ten opzichte van druiven het nadeel, dat het een hogere glykemische index bezit en dus minder geschikt is voor mensen met neiging tot diabetes.